# روبرتو پرگاجو
روبرتو پرِگاجو (ایتالیایی: Roberto Pregadio؛ ‏ ۶ دسامبر ۱۹۲۸ – ۱۵ نوامبر ۲۰۱۰) موسیقی‌دان و آهنگساز اهل ایتالیا بود.
از فیلم‌هایی که وی در آن‌ها نقش داشته‌است، می‌توان به اردوگاه آزمایش‌های انسانی اس‌اس، دکامرون شماره ۴ – حکایت‌های دلکش بوکاچو، جزیره زنان سوئدی، ممنوعه‌ترین دکامرون، آن سن شیطنت و هوسبازی، پزشک… دانشجو، زیر سن قانونی، بازهم حکایت‌های کانتربری سکسی، دنیای آدم‌خواران و بخند قبل از مرگ اشاره نمود.